# Довганюк Діана Андріївна
Діана Андріївна Довганюк (нар. 2 березня 2005) — майстер спорту України, член збірної команди України з художньої гімнастики.

### Життєпис
Діана Довганюк закінчила полтавську ДЮСШ № 4. Тренується в художній гімнастиці з п'яти років (тренер — Наталія Круглікова). До Чемпіонату світу готувалася під керівництвом тренерів збірної України на чолі з Іриною Дерюгіною.

## Досягнення
Багаторазова призерка чемпіонатів України та Полтавської області.
Фіналістка 38-го Чемпіонату світу 2021 з художньої гімнастики у м. Кітакюсю, Японія.
Срібна призерка Всесвітньої літньої Універсіди 2023 в м. Ченду, Китай з художньої гімнастики в багатоборстві. 
Бронзова призерка Всесвітньої літньої Універсіади із художньої гімнастики у вправах з п'ятьма обручами. 
Фіналістка Всесвітньої літньої Універсіади з художньої гімнастики у вправах з трьома стрічками та двома м'ячами.